# Западна Морава
Западна Морава је река у централној Србији дугачка 308 km, која заједно са Јужном Моравом чини Велику Мораву.

## Ток
За разлику од меридијанског (од југа према северу) тока Јужне и Велике Мораве, Западна Морава тече у упоредничком (од запада ка истоку) правцу, раздвајајући Шумадију од јужних крајева земље.
Због свог смера, Западна Морава тече између многих планина, регија и под-регија:
- између регија Црне Горе на северу и Драгачева на југу; овде прима Бјелицу, а Лучани, центар Драгачева, је смештен у близини, јужно од реке.
- између планина Овчар (северно) и Каблар (јужно); овде река пробија Овчарско-кабларску клисуру; Западна Морава је преграђена у клисури (која се назива „Српска Света гора“, због многих својих манастира) и још једном одмах након тога, и тако су настала вештачка језера Међувршје и Овчарско-кабларско језеро.
- између регије Таково (северно) и планине Јелица и регије Горачићи (јужно); овде се налази град Чачак, река је опет преграђена (језеро Парменац) и прима много притока (углавном са леве стране: Каменицу, Чемерницу, Бресничку реку, Лађевачку реку); на овом месту река улази у ниску долину Западног Поморавља, меандрира и често плави, тако да су одавде већа места даља од реке (Горичани, Лађевци, Мрчајевци).
- између планине Котленик и регије Гружа (северно) и планине Столови (јужно); град Краљево и његова предграђа Адрани и Ратина се налазе јужно од реке, тамо где се Ибар улива у Западну Мораву; такође са леве стране Западна Морава прима  Гружу.
- између Гледићких планина и Гоча; најпознатија српска бања, Врњачка Бања, њена предграђа Врњци и Ново Село, индустријски град Трстеник и манастир Љубостиња се налазе у овом делу.
- између регија Темнић (северно) и Расина (јужно); неколико већих места је смештено северно од реке (Медвеђа, Велика Дренова, Кукљин, Јасика, Бошњане), док се село Глободер, град Крушевац и његова предграђа, Пепељевац, Паруновац и Читлук налазе јужно од Западне Мораве. Северно од градића Сталаћ, Западна и Јужна Морава се састају и чине Велику Мораву.

## Економија
Долина Западне Мораве, Западно Поморавље, је економски најразвијенија од долина све три Мораве. Са долином Ибра, Западна Морава има велики потенцијал за производњу електричне енергије (хидроелектране Овчар Бања и Међувршје). Вода се такође користи за наводњавање, а за исту сврху на реци је створено вештачко језеро Парменац, помажући тако већ плодну регију (житарице, воћњаци). Такође, од долина три Мораве, долина Западне Мораве је најпошумљенија.
Слив Западне Мораве је богат рудама, (највише ибарски део) и садржи руднике тврдог угља, магнезијума, хрома, итд. Као резултат, индустрија је врло развијена са низом врло индустријализованих градова: Пожега, Чачак, Краљево, Трстеник и Крушевац. Саобраћај је такође важан за економију пошто је цела речна долина природан пут и за друмове и железницу који спајају источну, централну у западну Србију.

## Одлике
У Западну Мораву се укупно улива 85 притока. Река је некада била дужа (319 km), али због регулације тока, она је скраћена. Западна Морава има просечан проток од 125 m³/s, али је одликују екстремна колебања, што се одликује великим поплавама. Слив Западне Мораве износи 15.849 km² (42,3% целог слива Велике Мораве), припада Црноморском сливу, а сама река није пловна.

## Галерија
- Сплав на Западној Морави у Трстенику
- Обала Западне Мораве на току кроз Трстеник
- Мост на Западној Морави у Трстенику
- Западна Морава у Пријевору код Чачка